# Brachythecium frigidum
Brachythecium frigidum är en bladmossart som beskrevs av Bescherelle 1872. Brachythecium frigidum ingår i släktet gräsmossor, och familjen Brachytheciaceae. Inga underarter finns listade i Catalogue of Life.